# R・O・N
R・O・N（ロン、1982年2月19日 - ）は、日本の男性ミュージシャン（作詞家、作曲家、編曲家、シンガーソングライター、音楽プロデューサー）。東京都出身。本名は飯田 龍太（いいだ りゅうた）。所属事務所はベリーグー、所属レーベルはランティス。

## 概要
幼少期をドイツとアメリカで過ごし、帰国後、早稲田大学在学中の2003年より本格的に音楽活動を開始。新谷良子のソロデビュー作「ピンクのバンビ」の作曲・編曲を手掛け、以降多くのアーティストへの楽曲提供やアニメ・ゲーム作品の劇伴などを手掛ける。
2006年、新谷良子の私設バンドであるPink Bambi BAND（PBB）に参加。2009年のライブツアー『"新谷良子 はっぴぃ・はっぴぃ・すまいる'09" chu→lip☆Toy parade』まで、バンドマスターとしてギターとキーボードを担当した。同年、R・O・N名義で初の作品となる、アニメ『SoltyRei』のボーカルサウンドトラックアルバム『promise』を発表。
2008年、バンドROSARYHILLを結成し、本名の飯田龍太名義でボーカルとキーボードを担当。同年、鈴木達央らとOLDCODEXを結成し、サウンドプロデュースとギターを担当したが、2012年に脱退。
2009年、Coming Centuryに楽曲提供した「想いのカケラ」「Precious Song」を収録したEP『Hello-Goodbye』がオリコン週間アルバムランキングで1位を記録。翌年2010年には、NEWSへ提供した「Fighting Man」がオリコン週間シングルランキングで1位を記録。
2013年、アニメ『境界の彼方』のテーマソング制作のオファーがきっかけとなり、ソロプロジェクトSTEREO DIVE FOUNDATIONを始動。エンディングテーマに起用されたシングル「Daisy」を発表。以降アニメ作品とタイアップ連動した作品発表を続けるが、継続的なプロジェクトではなかったため、2016年のシングル「Genesis」発表以降は劇伴や楽曲提供の活動に専念する。
2015年、アニメ『灰と幻想のグリムガル』の制作のために、TOHO animationが企画した音楽プロジェクトに参加。アニメの劇伴を手掛けるとともに、「音楽クリエイティブユニット」(K)NoW_NAMEのミュージッククリエイターとして活動開始。2016年に同アニメの主題歌・挿入歌となったシングル「Knew day」「Harvest」を同時発表。
2018年、アニメ『働くお兄さん!』の音楽を担当。劇伴、主題歌・挿入歌の楽曲提供、サウンドプロデュースを全て手掛ける。この制作を機に2019年にSTEREO DIVE FOUNDATIONとしての活動を再始動。2020年には活動開始7年目にして初のアルバム『STEREO DIVE』を発表。アルバム発表に合わせて初のワンマンライブ『STEREO DIVE FOUNDATION 1st LIVE「STEREO DIVE」』を渋谷WWWにて開催した。
2022年に2枚目のアルバム『STEREO DIVE 02』を発表。ニューヨークにて初の海外ワンマンライブ『STEREO DIVE FOUNDATION North America Showcase 2022』を開催した。

## ディスコグラフィ

### オリジナルアルバム
|     | 発売日        | タイトル | 規格 | 規格品番  | オリコン |
| --- | ------------- | -------- | ---- | --------- | -------- |
| 1st | 2006年1月25日 | promise  | CD   | LHCA-5029 | 圏外     |

|     | 発売日         | タイトル       | 規格                   | 規格品番                 | オリコン |
| --- | -------------- | -------------- | ---------------------- | ------------------------ | -------- |
| 1st | 2020年2月5日   | STEREO DIVE    | CD                     | LACA-15810               | 26位     |
| 2nd | 2022年4月13日  | STEREO DIVE 02 | CD+Blu-ray             | LACA-35937（初回限定盤） | 86位     |
| 2nd | 2022年4月13日  | STEREO DIVE 02 | CD                     | LACA-15937（通常盤）     | 86位     |
| 3rd | 2024年11月22日 | STEREO DIVE 03 | デジタル・ダウンロード | LZC-2889                 |          |

### シングル
|      | 発売日                                   | タイトル                      | 規格                      | 規格品番                             | オリコン | 備考                                |
| ---- | ---------------------------------------- | ----------------------------- | ------------------------- | ------------------------------------ | -------- | ----------------------------------- |
| 1st  | 2013年11月27日                           | Daisy                         | CD                        | LACM-34160（初回限定アーティスト盤） | 37位     |                                     |
| 1st  | 2013年11月27日                           | Daisy                         | CD                        | LACM-14160（通常アニメ盤）           | 37位     |                                     |
| 2nd  | 2014年2月12日                            | AXIS                          | CD                        | LACM-14186（アーティスト盤）         | 73位     |                                     |
| 2nd  | 2014年2月12日                            | AXIS                          | CD                        | LACM-14187（アニメ盤）               | 73位     |                                     |
| 3rd  | 2015年7月22日                            | Renegade                      | CD                        | LACM-14375（アーティスト盤）         | 49位     |                                     |
| 3rd  | 2015年7月22日                            | Renegade                      | CD                        | LACM-14376（アニメ盤）               | 49位     |                                     |
| 4th  | 2016年1月27日                            | Genesis                       | CD                        | LACM-14434（アーティスト盤）         | 55位     |                                     |
| 4th  | 2016年1月27日                            | Genesis                       | CD                        | LACM-14435（アニメ盤）               | 55位     |                                     |
| 5th  | 2019年10月23日                           | Chronos                       | CD                        | LACM-14936                           | 97位     |                                     |
| 6th  | 2020年7月24日                            | Session                       | デジタル・ダウンロード    | LZC-1698                             |          |                                     |
| 7th  | 2020年11月25日                           | ALPHA                         | CD                        | LACM-24069                           | 68位     |                                     |
| 8th  | 2021年2月24日                            | STORYSEEKER                   | CD                        | LACM-24081（アーティスト盤）         | 68位     |                                     |
| 8th  | 2021年2月24日                            | STORYSEEKER                   | CD                        | LACM-24082（アニメ盤）               | 68位     |                                     |
| 9th  | 2021年6月2日                             | OMEGA                         | CD                        | LACM-24122（アーティスト盤）         | 22位     |                                     |
| 9th  | 2021年6月2日                             | OMEGA                         | CD                        | LACM-24123（アニメ盤）               | 22位     |                                     |
| 10th | 2021年11月24日                           | TRISTAR                       | CD                        | LACM-24220（アーティスト盤）         | 97位     |                                     |
| 10th | 2021年11月24日                           | TRISTAR                       | CD                        | LACM-24221（アニメ盤）               | 97位     |                                     |
| 11th | 2022年1月10日                            | Pianissimo                    | デジタル・ダウンロード    | LZC-2065                             |          |                                     |
| 12th | 2022年7月13日                            | TRISTAR (Complete Collection) | デジタル・ダウンロード    | LZC-2157                             |          |                                     |
| 13th | 2022年11月25日                           | SPARKLES                      | デジタル・ダウンロード    | LZC-2285                             |          |                                     |
| 14th | 2023年6月30日                            | RAYTRACER                     | デジタル・ダウンロード    | LZC-2431                             |          |                                     |
| 15th | 2023年11月17日                           | MONOGRAM                      | デジタル・ダウンロード    | LZC-2581                             |          |                                     |
| 16th | 2024年1月12日                            | Drifters                      | デジタル・ダウンロード    | LZC-2680                             |          |                                     |
| 17th | 2024年4月5日（配信） 2024年5月29日（CD） | PEACEKEEPER                   | デジタル・ダウンロード CD | LZC-2739（配信） LACM-24538（CD）    |          |                                     |
| 18th | 2024年7月17日                            | KATAWARA                      | デジタル・ダウンロード    | LZC-2871                             |          |                                     |
| 19th | 2024年9月20日                            | HIKARI                        | デジタル・ダウンロード    | LZC-2884                             |          |                                     |
| 20th | 2024年10月18日                           | Trinity                       | デジタル・ダウンロード    | LZC-2944                             |          | 寺島拓篤、MindaRynとの コラボ楽曲。 |

## ミュージックビデオ
| 公開年 | 曲名                                                 |
| ------ | ---------------------------------------------------- |
| 2013年 | 「Daisy」                                            |
| 2014年 | 「AXIS」                                             |
| 2015年 | 「Renegade」                                         |
| 2016年 | 「Genesis」                                          |
| 2019年 | 「Chronos」                                          |
| 2020年 | 「PULSE」                                            |
| 2020年 | 「Session」                                          |
| 2020年 | 「ALPHA」                                            |
| 2021年 | 「STORYSEEKER」                                      |
| 2021年 | 「OMEGA」                                            |
| 2021年 | 「TRISTAR」                                          |
| 2023年 | 「TRISTAR (Japanese ver. -Muv-Luv mix-) LIVE Video」 |
| 2023年 | 「Pianissimo」                                       |
| 2024年 | 「RAYTRACER (Animation Music Video)」                |

## タイアップ一覧
| 年     | 楽曲                                  | タイアップ先                                                                           |
| ------ | ------------------------------------- | -------------------------------------------------------------------------------------- |
| 2013年 | Daisy                                 | テレビアニメ『境界の彼方』エンディングテーマ                                           |
| 2014年 | AXIS                                  | テレビアニメ『ノブナガ・ザ・フール』第1期エンディングテーマ                            |
| 2015年 | Renegade                              | テレビアニメ『GANGSTA.』オープニングテーマ                                             |
| 2016年 | Genesis                               | テレビアニメ『Dimension W』オープニングテーマ                                          |
| 2019年 | Chronos                               | テレビアニメ『食戟のソーマ 神ノ皿』オープニングテーマ                                  |
| 2020年 | ALPHA                                 | テレビアニメ『憂国のモリアーティ』前期エンディングテーマ                               |
| 2021年 | STORYSEEKER                           | テレビアニメ『転生したらスライムだった件』第2期第1部エンディングテーマ                 |
| 2021年 | OMEGA                                 | テレビアニメ『憂国のモリアーティ』後期エンディングテーマ                               |
| 2021年 | TRISTAR                               | テレビアニメ『マブラヴ オルタネイティヴ』第1期エンディングテーマ                       |
| 2022年 | Pianissimo                            | テレビアニメ『フットサルボーイズ!!!!!』エンディングテーマ                              |
| 2022年 | #02                                   | テレビ東京系『絆体感TV 機動戦士ガンダム 第07板倉小隊』テーマソング                     |
| 2022年 | Carry on                              | 日本テレビ系『NNNストレイトニュース』ウェザーテーマ                                    |
| 2022年 | TRISTAR (Japanese ver. -Muv-Luv mix-) | テレビアニメ『マブラヴ オルタネイティヴ』第1期再放送版オープニングテーマ               |
| 2022年 | SPARKLES                              | 劇場アニメ『劇場版 転生したらスライムだった件 紅蓮の絆編』挿入歌                       |
| 2023年 | RAYTRACER                             | テレビアニメ『SYNDUALITY Noir』オープニングテーマ                                      |
| 2023年 | MONOGRAM                              | スマートフォン用アプリゲーム『転生したらスライムだった件 魔王と龍の建国譚』第3弾主題歌 |
| 2024年 | Drifters                              | テレビアニメ『SYNDUALITY Noir』第2クールエンディングテーマ                             |
| 2024年 | PEACEKEEPER                           | テレビアニメ『転生したらスライムだった件』第3期第1クールオープニングテーマ             |
| 2024年 | KATAWARA                              | テレビアニメ『戦国妖狐 千魔混沌編』オープニングテーマ                                  |
| 2024年 | HIKARI                                | 『Hikari Festival 2024』テーマソング                                                   |
| 2024年 | Trinity                               | スマートフォン用アプリゲーム『転生したらスライムだった件 魔王と竜の建国譚』第4弾主題歌 |

## 提供楽曲

### アーティスト
- 新谷良子
  - ピンクのバンビ（作曲・編曲）
  - ワガママ date show（作詞・作曲・編曲）
  - ランチBOX～初級編～（編曲）
  - ランチBOX～中級編～（編曲）
  - ランチBOX～上級編～（編曲）
  - Trip into Tiny Peace!（作詞・作曲・編曲）
  - ランチBOX（編曲）
  - 誰がバンビに恋したか？ (Instrumental)（作曲・編曲）
  - Slow Down（編曲）
  - トリックスター（作詞・作曲・編曲）
  - Wonderstory（作詞・作曲）
  - HAPPY END（編曲）
  - スィートサマー（作詞・作曲・編曲）
  - Close your eyes (Instrumental)（作曲・編曲）
  - Chained Diary（作詞・作曲・編曲）
  - Pretty Good!（編曲）
  - Tomorrow (new)（作詞・作曲・編曲）
  - ラストソング（作詞・作曲）
  - 迷い姫ぱにっく（作曲・編曲）
  - CANDY☆POP☆SWEET☆HEART（作詞・作曲・編曲）
  - STEREOLOVE（作詞・作曲・編曲）
  - Trickstar's next Trick（作詞・作曲・編曲）
  - Pink Bambi Ragtime (Instrumental)（作曲・編曲）
  - 空にとける虹と君の声（作詞・作曲・編曲）
  - Darebam March (Instrumental)（作曲・編曲）
  - ロストシンフォニー（作詞・作曲・編曲）
  - Parallel Paradise（作詞・作曲・編曲）
  - Wonderful World（作詞・作曲・編曲）
  - Bandwagon（作詞）
  - チェックメイト（作詞・作曲・編曲）
  - sentido cervato (Instrumental)（作曲・編曲）（太田貴史との共作曲・編曲）
  - ハリケーンミキサー（作詞・作曲・編曲）
  - Be Free (as a shootingstar)（作詞・作曲・編曲）
  - crossing days（作詞・作曲・編曲）
  - 手のひらの太陽（作詞・作曲・編曲）
  - 月とオルゴール（作詞・作曲・編曲）
  - アイロニカルスター（作詞）
  - Welcome to the Parade（作詞・作曲・編曲）
  - L&L（作詞・作曲・編曲）
  - Secret Garden (Instrumental)（作曲・編曲）
  - sugarpot（作詞・作曲・編曲）
  - MARCHING MONSTER（作詞・作曲・編曲）
  - ReTIME（作詞・作曲・編曲）
  - スパイス（作詞）（川島弘光との共作詞）
  - Magic Spell（作詞・作曲・編曲）
  - shape of the key (Instrumental)（作曲・編曲）
  - UNLOCKER!（作詞・作曲・編曲）
  - Euphoric Prayer（作詞・作曲・編曲）
  - AUTOMATIC SENSATION（編曲）
  - Type-S（作詞・作曲・編曲）
  - Jumpin' Rollin' Coaster（作詞・作曲・編曲）
  - リンガベル（作詞・作曲・編曲）
  - ナニカダレカ（作詞・作曲・編曲）
  - Memories（作詞・作曲・編曲）
  - TTR (Instrumental)（作曲・編曲）
  - Best Wishes!（作詞・作曲・編曲）（宮崎誠との共作詞・作曲・編曲）
- 新谷良子 with PBB
  - S・I・B（作詞・作曲・編曲）
  - Bitter Love（作詞・作曲・編曲）
- 鈴木達央
  - Yasterdays（作詞・作曲・編曲）
  - VOICE（作詞・作曲・編曲）
  - myself（作詞・作曲・編曲）
  - Break a cage（作詞・作曲・編曲）
  - To friends（作詞・作曲・編曲）
  - Turning Point（作曲・編曲）
  - スケッチ-Turn of my life-（作曲・編曲）
- G.Addict
  - signal（作詞・作曲・編曲）
  - grindingdays（作詞・作曲・編曲）
  - everlasting note（作詞・作曲・編曲）
  - monochrome（作詞・作曲・編曲）
  - prism（作詞・作曲・編曲）
  - miss you always（作詞・作曲・編曲）
  - everlasting note（作詞・作曲・編曲）
  - highend days（作詞・作曲・編曲）
- JAM Project
  - Three souls（編曲）
  - Space Roller Coaster GO GO!（編曲）
  - BIG BANG EXPLOSION 〜Song for Ragnarok Party〜（編曲）
  - NOAH（編曲）
  - 侍パーリー（編曲）
  - NAWABARI ～背徳のシナリオ～（編曲）
  - J-RIOT（編曲）
  - AREA Z～Song for J-Riders～（作曲・編曲）
  - Spinning Out of Control（作曲・編曲）
  - TOKYO DIVE（編曲）
  - A-ROCK～電脳Wars～（作曲・編曲）
  - ENTER THE HEROS（編曲）
  - 羽衣伝説 〜龍と天女の愛物語〜（作曲・編曲）
- 影山ヒロノブ
  - ROCK JAPAN（編曲）
  - C.C.R (Crazy Cyber Riders)（編曲）
  - CROSS WORLD〜俺達のフロンティアスピリット〜（編曲）
- 遠藤正明
  - "CIRCUS MAN"（作曲・編曲）
  - ROCK ME（作曲・編曲）
  - BRING IT ON!（作曲・編曲）
  - 愛をとりもどせ!!（編曲）
  - 空色デイズ（編曲）
- 三重野瞳
  - いたげる。（編曲）
- 美郷あき
  - Love Wind（作詞・作曲・編曲）
  - once more again（作曲・編曲）
- 野川さくら
  - HAPPY HARMONICS（作詞・作曲・編曲）
  - TWINKLE☆CHERRY PINK（作曲・編曲）
- 喜多村英梨
  - PIXY（作曲・編曲）
  - STARLET SEEKER（作詞・作曲・編曲）
- 浪川大輔
  - Alright!!（作曲・編曲）
  - デリンジャー（編曲）
  - Colorless sky（作詞・作曲・編曲）
  - ELEVATION（作曲・編曲）
  - 世々ノ道（作曲・編曲）
  - TRISING!（作曲・編曲）
  - Faded Photograph（作詞・作曲・編曲）
  - combat（作曲・編曲）
- アイドリング!!!
  - ドキドキが止まらない♡（編曲）
  - 砂時計（編曲）
- NEWS
  - Fighting Man（作曲）
- Coming Century
  - Precious Song（作詞・作曲・編曲）
  - 想いのカケラ（作詞・作曲）
- PaniCrew
  - Good Luck（作詞・作曲・編曲）
- 柿原徹也
  - adrenaline（編曲）
  - thank you & smile（作曲・編曲）
  - String of pain（作曲・編曲）
  - inside wall（編曲）
  - DEAR MY GIRL（作曲・編曲）
- 緒方恵美
  - Eros（作曲・編曲）
  - Hikari（編曲）
- 寺島拓篤
  - HERO（作曲・編曲）
  - existence（作曲・編曲）
  - サマータイマー（作曲・編曲）
  - Reincarnate（作曲・編曲）
- 小野賢章
  - FANTASTIC TUNE（作詞・作曲・編曲）
  - TOUCH（作詞・作曲・編曲）
  - ZERO（作詞・作曲・編曲）
  - Against The Wind（作詞）
- Strawberry JAM
  - 約束の橋（編曲）
  - いっぽんでもニンジン（編曲）
  - 永遠の羽（編曲）
  - 未来号かなた行き（編曲）
  - おやすみの前に（編曲）
- yozuca*
  - ハッピー☆バースデー（編曲）
  - 分かんないや（編曲）
- 飯塚雅弓
  - キミと逢いたい明日のために（編曲）
- StylipS
  - Honey Groove (Shy & Chic Rock)（編曲）
  - Melancholic Sunshine（作詞・作曲・編曲）
  - Resonant World feat. 松永真穂（作詞・作曲・編曲）
  - Android Rhapsody（作詞・作曲・編曲）
  - 閃光リフレイン（作詞・作曲・編曲）
- 石田燿子
  - アシタノツバサ (Another Version)（編曲）
- Metamorphose
  - Over The Testament（編曲）
  - Beat The Wings!（作曲・編曲）
- 佐藤聡美
  - Starlight Fortune（作曲・編曲）
- 野水いおり
  - サイレン（編曲）
  - カンパネッラ（編曲）
- 黒崎真音
  - Scars（作曲・編曲）
  - Clanz-沈黙の雪-（作曲・編曲）
  - 生まれ出づる物語（作曲・編曲）
  - UNDER/SHAFT（作曲・編曲）
  - [Dreamed wolf]（作曲・編曲）
  - FRIDAY MIDNIGHT PARTY!!（作曲・編曲）
  - story～キミへの手紙～（作曲・編曲）
  - Our Life is Our Song（作曲・編曲）
  - LIMIT BREAK（作曲・編曲）
  - Candy☆Evolution（作曲・編曲）
- yoshiki*lisa
  - ひぐらしのなく頃に（編曲）
- ココア男。
  - Style（作曲・編曲）
  - Smily Dayz（作曲・編曲）
- 飛蘭
  - BLUE BLAZE（作曲・編曲）
- Uncle Bomb
  - デッドマグネット（作曲・編曲）
- 内田真礼
  - 創傷イノセンス（作曲・編曲）
  - 高鳴りのソルフェージュ（編曲）
  - アイマイ☆シェイキーハート（編曲）
  - セツナRing a Bell（編曲）
  - Winter has come（作曲・編曲）
  - Never ending symphony（作詞・作曲・編曲）
- 串田アキラ
  - オレカ オマエカ 限界バトル!! (Remix ver.)（編曲）
- 五條真由美
  - ケロロ☆ポップスター（編曲）
- sweet ARMS
  - Blazing Heart（編曲）
  - Blade of Hope (Another Version)（編曲）
- LIFriends feat. 新里宏太
  - 君の瞳にロックオン（作曲・編曲）
- 吉野裕行
  - 74R（作曲・編曲）
  - サイレン（作曲・編曲）
  - ねじれた夜（作曲・編曲）
- YURiKA
  - MIND CONDUCTOR（作曲・編曲）
- 昆夏美
  - ISOtone（作詞・作曲・編曲）
  - Sleep without a memory（作詞・作曲・編曲）
  - Despair Syndrome（作曲・編曲）
- Annabel
  - 夜の国（作曲・編曲）
  - ターミナル（作曲・編曲）
- Minutes Til Midnight
  - Gospel Of The Throttle 狂奔 REMIX ver.（作曲・編曲）（Cliff Magretaとの共作曲）
- BEE-HIVE
  - Time to go（作曲・編曲）
  - Crazy love（編曲
- i☆Ris
  - Believe in（作曲・編曲）
- 高橋直純
  - glorydays（作詞）
- ももいろクローバーZ
  - DNA狂詩曲 -ZZ ver.-（編曲）
  - 何時だって挑戦者（編曲）
- 早見あかり
  - fall into me（作詞・作曲・編曲）
- 佐々木彩夏
  - Bunny Gone Bad（作曲・編曲）
  - SPECIALIZER（作曲・編曲）
- 森久保祥太郎
  - FOCUS（作曲・編曲）
  - モンテーニュ（作曲・編曲）
- Wake Up, May'n!
  - One In A Billion（編曲）
- ZAQ
  - Serendipity（編曲）
- 熊田茜音
  - Brand new diary（作曲・編曲）
- LAGOON
  - プラチナのシークレット（作曲・編曲）
- 田村ゆかり
  - Trouble Emotion（作曲・編曲）
- ロッカジャポニカ
  - だけどユメ見る（編曲）
- 3B junior
  - まけずぎらい（作曲・編曲）
  - バトルロイヤル（作曲・編曲）
- Lead
  - Stand up Action（作曲・編曲）
- カナメとハルキー
  - SBS（作詞・作曲・編曲）
- エノホリック
  - METROLIC（作曲・編曲）
- 学芸大青春
  - JUNES（作詞・作曲・編曲）
- 上坂すみれ
  - 予感(Extra stage)（作曲・編曲）
- アメフラっシ
  - メタモルフォーズ（作曲・編曲）
- 佐久間貴生
  - Chase the core（作詞・作曲・編曲）
  - LIP（作詞・作曲・編曲）
  - Latata（作詞・作曲・編曲）
  - Trigger（作詞・作曲・編曲）[12]
  - Swinger（作詞・作曲・編曲）[12]
  - BRAVE MAKER（作詞・作曲・編曲）
  - FROZEN MIDNIGHT（作詞・作曲・編曲）[13]
  - Joyride（作詞・作曲・編曲）（川田瑠夏との共作曲）[14]
- はみらじ!!
  - Melty Heart Magic（作曲・編曲）
  - ふわり☆ぶらんにゅーでい（作曲・編曲）
- まよチキ!
  - Give Me Everything（作曲・編曲）
- かなめも
  - WAKE ME UP (^_-)b!（作詞・作曲・編曲）
- REZZ
  - Black Bird（作詞・作曲・編曲）
- FORBIDDEN☆STAR
  - Check it Love（作曲・編曲）
  - CROSSLINK（作曲・編曲）
  - Dream on Stage!（作曲・編曲）
  - Nonstop Magic（作曲・編曲）
- 夏川椎菜
  - ハレノバテイクオーバー（編曲）
- JUNNA
  - 風の音さえ聞こえない（作曲・編曲）
- ディア♥ヴォーカリスト（All Sound Produce）
- 前島麻由
  - Long shot（作詞・作曲）
  - story（作詞・作曲・編曲）
  - The Ban（作曲・編曲）
  - True Peak（作詞・作曲・編曲）
- 百瀬ヒバナ
  - 烈火 （編曲）[15]

### アニメ
- さよなら絶望先生
  - 古都に佇む女（作曲・編曲）
  - キリトリ線（作曲・編曲）
- 波打際のむろみさん
  - すいと!奇跡少年（作曲・編曲）
  - Sweet pain（作曲・編曲）
- とらドラ!
  - フラスコレーション（作曲・編曲）
  - I MY（作曲・編曲）
  - プレパレード -postparade mix-（編曲）
  - オレンジ -citrus mix-（編曲）
- Free!
  - アオノカナタ（作曲・編曲）
  - Break our balance（作曲・編曲）
  - Over the Dream（作曲・編曲）
  - ひぐらしのなく頃に（編曲）
- ストライクウィッチーズ
  - 2 hundred over（作曲・編曲）
  - YAH!（作曲・編曲）
  - 狩人の狼煙（作曲・編曲）
  - ミルク（作曲・編曲）
- 京騒戯画
  - 流転の風（作詞・作曲・編曲）
- 弱虫ペダル
  - Beyond the time（作曲・編曲）
  - 唯我独走（編曲）
  - スリーピング・ビューティー（作曲・編曲）
  - Last Climb（作曲・編曲）
  - Like a Long Lance（作曲・編曲）
  - アブReady go!!!（作曲・編曲）
  - Winning　Tracker（作曲・編曲）
- 黒子のバスケ
  - Any time, any place（作曲・編曲）
  - 狙い通りのDestiny（作曲・編曲）
  - 狙い通りのDestiny (Remix)（作曲・編曲）
- 少年ハリウッド
  - 太陽ポエム（編曲）
  - 子鹿のくつ（編曲）
  - ドレミファMUSIC（作曲・編曲）
- ステラのまほう
  - ヨナカジカル（編曲）
- 心霊探偵八雲
  - Key（作曲・編曲）
  - Key -Phase1-（作曲・編曲）
  - Key -Phase2-（作曲・編曲）
- お兄ちゃんのことなんかぜんぜん好きじゃないんだからねっ!!
  - Thrilling Everyday（作曲・編曲）
  - Taste of Paradise -prohibition mix-（編曲）
  - アリアリ未来☆ -delusion mix-（編曲）
- げんしけん
  - ヨロイノハート（編曲）
  - アオくユレている（編曲）（川島弘光との共編曲）
- K
  - ワイルド・クロウ（作曲・編曲）
  - 青の衛士 (Poetry Reading ver.)（作曲・編曲）
  - stand in the wilderness (Poetry Reading ver.)（作曲・編曲）
- 少年メイド
  - Distance（作詞・作曲・編曲）
  - CLEAR BLUE HEART（作詞・作曲・編曲）
- アクエリオンロゴス
  - まーぼーどーふにふぉーりんらぶ（作詞・作曲・編曲）
- プリンス・オブ・ストライド
  - You're My Courage（作曲・編曲）
  - RUSH（作曲・編曲）
  - Be My Steady（作曲・編曲）
  - Blue Flame（作曲・編曲）
  - The Endless Story（作曲・編曲）
- 銃皇無尽のファフニール
  - かわらないもの。（作曲・編曲）
- 18if
  - 夢恋花（作曲・編曲）
- ガーリッシュナンバー
  - SSS（作曲・編曲）
- 覇穹 封神演義
  - 陰翳渇仰 ～Inei Katsugou～（作曲・編曲）
- キラキラ☆プリキュアアラモード
  - シュビドゥビ☆スイーツタイム（作詞・作曲・編曲）
  - キラリ☆Avec☆Moi☆（作曲・編曲）
  - しあわせ☆フレーバー（作詞・作曲・編曲）
- HUGっと!プリキュア
  - LOVE&LOVE（作曲・編曲）
- キラキラハッピー★ ひらけ!ここたま
  - じゃんけんぽいぽいここったま（作曲・編曲）
- 千銃士
  - Knightliness（作曲・編曲）
  - Promise（作曲・編曲）
  - Limited Cords（作曲）
  - antique memory（作曲）
  - ワイルド・フロンティア（作曲・編曲）
- 刀剣乱舞
  - 心魂の在処（作曲・編曲）
  - 暁の星（作曲・編曲）
  - 鈴なり時にて（編曲）
  - 天と暦（作曲・編曲）
- ドリフェス!
  - OVER THE SEVEN SEAS（作曲・編曲）
- 働くお兄さん!
  - 働くお兄さん（作詞・作曲・編曲）
  - KEEP YOUR HOPE ALIVE（作詞・作曲・編曲）
- 働くお兄さん!の2!
  - Piece of my life（作詞・作曲・編曲）
  - LOVE YOUR LIFE（作詞・作曲・編曲）
- BNA ビー・エヌ・エー
  - Ready to（編曲）
- フットサルボーイズ!!!!!
  - Always Shine Bright（作詞・作曲・編曲）
  - Grab for victory（作詞・作曲・編曲）
  - WE ARE FUN☆TASISTA（作詞・作曲・編曲）
  - Maverick（作詞・作曲・編曲）
  - King's Roar（作詞・作曲・編曲）
- 機界戦隊ゼンカイジャー
  - 我思う故に夢あり（編曲）
- 転生したらスライムだった件 転スラ日記
  - リムル様讃え歌（作曲・編曲）
  - Brand new diary（R・O・N Remix） （作曲・編曲）
  - カモナ・テンペスト！（R・O・N Remix）（編曲）
  - おやすみオレンジ（R・O・N Remix）（編曲）

### ゲーム
- アイドルマスター ミリオンライブ!
  - ラスト・アクトレス（作曲）
- アイドルマスター シンデレラガールズ
  - One Life（編曲）
  - Drastic Melody（作詞・作曲・編曲）
- アイドルマスター シャイニーカラーズ
  - Transcending The World（作曲・編曲）
- THE IDOLM@STER
  - Best Friend (Version Azusa)（編曲）
- THE IDOLM@STER STATION!!!
  - It's ALRIGHT!（作曲・編曲）
- ぷちます! -PETIT IDOLM@STER-
  - ロイヤルストレートフラッシュ（作曲・編曲）
- ときめきレストラン☆☆☆
  - Burning with U (神崎透センターver.)（作曲）
- バトルガールハイスクール
  - Cat-Cat Romance（編曲）
- あんさんぶるスターズ!
  - Eccentric Party Night!!（作曲・編曲）
  - Brilliant Smile（作曲・編曲）
- プリンセスコネクト！Re:Dive
  - in flames（作曲・編曲）
- Re:ゼロから始める異世界生活 Lost in Memories
  - Reloaded（作曲・編曲）
- A3!
  - oneXone（作詞・作曲・編曲）
  - スーパーウルトライージーモード（作詞・作曲・編曲）
  - LONER（作詞・作曲・編曲）
  - SECOND SHOT（作詞・作曲・編曲）
  - Beyond The Wall（作曲・編曲）
  - UNMASK（作曲・編曲）
  - ZERO LIMIT（作曲・編曲）
  - MIRAILIGHT（作詞・作曲・編曲）
  - Train Myself（作曲・編曲）
- ヒプノシスマイク
  - T.D.D LEGEND（作曲・編曲）（Kohei by SIMONSAYZとの共作曲）
- ラブライブ!サンシャイン!!
  - Guilty Night, Guilty Kiss!（作曲・編曲）
  - After The Rain（作曲・編曲）
- オンゲキ R.E.D.
  - Over Voltage（作曲・編曲）

## 劇伴

### テレビ番組
2004年
- 4月 - 2006年3月 日テレ系「NNNニュースプラス1」

2007年
- 4月 - 9月 日テレ系「NNN News D」
- 10月 -  2012年3月 日テレ系「NNNストレイトニュース」

2010年
- 10月 - 12月NHK BS2「心霊探偵 八雲」

2012年
- 4月 - 9月 MBS他UHF局「黒子のバスケ」（第1期のみ、中西亮輔と共同）

2015年
- 1月 - 3月 TBS他「銃皇無尽のファフニール」
- 7月 - 12月 TOKYO MX他UHF局「アクエリオンロゴス」

2016年
- 1月 - 3月 TOKYO MX他「灰と幻想のグリムガル」（(K)NoW NAME:R・O・N名義）

2018年
- 1月 - 3月 TOKYO MX他「働くお兄さん!」
- 7月 - 9月 TOKYO MX他「働くお兄さん!の2!」(11話「カラオケ屋のお兄さん！」では声優としても出演)

2019年
- 1月 - 3月 「魔法少女特殊戦あすか」
- 7月 - 10月 「トライナイツ」

2020年
- 1月 - 3月「ドロヘドロ」（(K)NoW NAME:R・O・N名義）
- 10月 - 12月 「『ヒプノシスマイク -Division Rap Battle-』Rhyme Anima」

2021年
- 4月 - 6月「転スラ日記 転生したらスライムだった件」

2022年
- 1月 - 3月「フットサルボーイズ!!!!!」

2023年
- 7月 - 9月「Lv1魔王とワンルーム勇者」
- 10月 - 12月「『ヒプノシスマイク-Division Rap Battle-』Rhyme Anima +」

2024年
- 4月 - 6月「転生したら第七王子だったので、気ままに魔術を極めます」
- 7月 - 「NINJA KAMUI」
- 7月 - 「多数欠」

### 映画
- 2018年9月 東宝「フリクリ オルタナ」
- 2018年9月 東宝「フリクリ プログレ」

### ゲーム
- 2023年4月 「マジデス壊 魔法少女マジカルデストロイヤーズ」

### ラジオCD
- 2004年12月 「chu→lip☆リボルバー」

## サポート

### ライブ
- 新谷良子
- morganic stereo
- ディア♥ヴォーカリスト

### MV出演
- 新谷良子
  - 恋の構造
  - Wonderstory
  - CANDY☆POP☆SWEET☆HEART
  - ロストシンフォニー
  - Wonderful World
  - 月とオルゴール
  - MARCHING MONSTER
  - ReTIME
  - Piece of love